# Vanja Sutlić (otac)
Vanja Sutlić (Karlovac, 18. veljače 1925. – Zagreb, 15. prosinca 1989.), hrvatski filozof.
Diplomirao (1949.) i doktorirao (1958.) filozofiju na Filozofskom fakultetu u Zagrebu. Na istom fakultetu radio je kao asistent od 1949. do 1952., kada je prognan u Novu Gradišku. 1953. se vraća na FFZG, od 1956. do 1964. predaje na Filozofskom fakultetu u Sarajevu, a potom je do smrti 1989. izvanredni i redoviti profesor na zagrebačkom Fakultetu političkih nauka (danas Fakultet političkih znanosti). U Sarajevu je pokrenuo filozofsku biblioteku Logos. Uvelike je utjecao na ustrojavanje suvremene filozofije u Hrvatskoj. 

## Djela
- Bit i suvremenost : s Marxom na putu k povijesnom mišljenju

- Praksa rada kao znanstvena povijest

- Kako čitati Heideggera

- Uvod u povijesno mišljenje
- Predavanja o Hegelu (1968. – 1969.)